# التعادلية مع الإسلام (كتاب)
التعادلية مع الإسلام فكرة طرحها الكاتب توفيق الحكيم في كتابه التعادلية مع الإسلام وفي هذا الكتاب يعرض لفكرة التعادلية التي هي ببساطة الوسطية. وأيضا يتكلم في هذا الكتاب عن أن هذه الفكرة هي فكرة الإسلام.